# Vast Countenance
Vast Countenance is een Nederlandse rock-'n-folkband. De band werd eind 1999 opgericht in Volendam. 

## Biografie

### De beginjaren
Vast Countenance werd gevormd in 1999 met het doel om eigen muziek voort te brengen. Bijna alle bandleden komen voort uit de coverband Sister Ray (opgericht op oudjaarsdag 1996) − Cor Bond en Simon Tol kwamen niet mee. De leden zijn ook in Sister Ray blijven spelen en tijdens sommige optredens treden beide bands op dezelfde bühne op.
De naam van de band werd bedacht door de eerste leadzanger, Mario Reurs. Voor de bandleden is het een Engelse benaming die goed klinkt en geen extra betekenis heeft. Ze linken het niet aan de kaballa waar ze aanvankelijk nog nooit van hadden gehoord (daarin is het het eerste levenspad uit de sefirot). De naam van hun andere band werd afgeleid van hun favoriete lied Sister ray, dat Velvet Underground voor het eerst op de elpee White light/white heat (1968) uitbracht.
Nog aan het begin nam Johan Molenaar de leadzang over van Reurs. In 2004 bracht Vast Countenance zijn eerste album uit, een demoversie met dezelfde naam als de band met negen eigen composities. De cd werd goed ontvangen en de stijl werd door het Noordhollands Dagblad omschreven als "pop à la The Beatles met een vleugje rock-'n-roll."

### Invloeden en muziekstijl
Het muziekgenre van Vast Countenance wijzigde in de loop van de jaren licht. Het werd door sommigen wel getypeerd als meerstemmige alternatieve rock en britpop, maar ook wel als een mix van indierock en folk. Uiteindelijk wordt het nu ingedeeld in de rock-'n-folk. De muziek is geïnspireerd op de jaren zestig waaraan een hedendaagse sound wordt gegeven. Inspiratie komt onder meer van The Beatles, Bob Dylan, Crosby, Stills, Nash & Young en Velvet Underground, evenals van songwriters als Tim Buckley en Neil Young.
De band brengt alleen zelfgeschreven muziek voort. De meeste liedjes ontstaan uit composities van gitaarakkoorden die Molenaar samenstelt, waarop de groep vervolgens doorborduurt. De koortjes op de eerste twee cd's zijn gearrangeerd door Nico Tol (Stein). Vervolgens werkt de band de liedjes verder af tijdens de studiosessies erna.

### Ontvangst
In 2006 bracht de groep het album As we please uit in Nederland, de VS en Japan. Op het album staan zeven nieuwe liedjes en drie make-overs van het eerste demoalbum, die door het muziekblad LiveXS werden beschreven als "een fris klinkende melodiemachine". Het lied Clay kwam op een single terecht en als gastmuzikanten werkten aan het album Peter Bien (trompet) en Jozef Veerman (toetsen) mee.
OOR noteerde in zijn recensie van 2007: "Vanuit de omgeving Waterland komt verrassend Nederlands talent aanvaren ... Hun soepele, zonnige melodieën en prachtige meerstemmige koortjes sluiten naadloos bij die teksten aan. Extra puntjes verdienen de sterke refreintjes, verrassende overgangen en de speciale zang ... Dit is pop zoals pop bedoeld is." OOR had kritiek op de geluidskwaliteit van de demo-versie die het had gekregen.

### Seattle en San Francisco
In 2008 viel de aandacht van de Amerikaanse muziekpromotor Michael Sudden op het album As we please. Hij regelde airplay voor de band bij enkele radiostations rondom Seattle, waarna enkele tijdschriften een recensie over de band schreven. In november van hetzelfde jaar vertrok de band voor een reis van twee weken naar de VS, waar het optredens in twee clubs in Seattle gaf en ter afsluiting straatoptredens in San Francisco. In de VS ontving het positieve kritieken, zoals: "Dutch group Vast Countenance gives '60s rock a breathtaking makeover."

### Vanaf 2011
In 2011 kwam de band met het derde album, Elephant child. Sinds korte tijd ervoor speelt Anne Veerman bij de band als violiste, waardoor het genre definitief in te delen is als rock-'n-folk. Het Noordhollands Dagblad noemde Not a bad moment van wereldklasse en vervolgde met commentaren als: "Stuk voor stuk sterke nummers ... Onnavolgbare melodielijnen ... werkelijk schitterend."
In 2013 belandden tien nummers van Vast Countenance in de Volendammer Top 1000, een all time-publiekslijst die werd samengesteld door luisteraars van 17 lokale radio- en televisiestations.
Cor Schilder (Pan), de drummer en zanger van de band, verloor op 17 juli 2014 het leven tijdens het vliegtuigongeluk boven Oekraïne, samen met zijn vriendin Neeltje. Zij waren beiden op weg naar hun vakantiebestemming. De optredens kwamen erna een tijd stil te liggen. Op 25 oktober 2014 trad de band weer voor het eerst op met als drummer Jack Schilder (Bakker) en samen met de act Sister Ray en reeks gastartiesten. Het optreden stond in het teken van het 15-jarige jubileum en de herdenking van Cor Pan en zijn vriendin en trouwe fan van de band Neeltje.

## Leden
De volgende lijsten geven de vaste leden aan. De band nodigt ook geregeld gastmuzikanten uit.
Huidige leden
- Johan Molenaar, basgitaar en zang
- Pascal Voorn, gitaar en zang
- Jack Tuyp (Kip), gitaar
- Anne Veerman, viool
- Christiaan Veerman, keyboard en piano

Vorige leden
- Mario Reurs (1999), zang
- Nico Tol (Stein, 1999-2007), gitaar
- Cor Schilder (Pan, 1999-2014), drums en zang

## Discografie

### Albums
- 2004: Vast Countenance (demo)
- 2006: As we please
- 2011: Elephant child
- 2015: With muffled drum

### Dvd
- 2009: Love Acoustic

### Volendammer Top 1000
De volgende nummers bereikten in 2013 de Volendammer Top 1000:
| Notering | lied             | uitvoering                                 |
| -------- | ---------------- | ------------------------------------------ |
| 231      | Clay             | As we please en op single                  |
| 310      | As I please      | As we please                               |
| 344      | Not a bad moment | Elephant child                             |
| 377      | Juggler          | As we please                               |
| 484      | Afterglow        | Elephant child                             |
| 546      | At your feet     | Elephant child                             |
| 653      | Aftermath        | L.O.V.E. Akoestiek (ook op Elephant child) |
| 750      | Suzanne          | Live bij PX Recordings                     |
| 753      | Telephone line   | As we please                               |
| 981      | .45 to survive   | Elephant child                             |